# Italienische Badmintonmeisterschaft 2023
Die Italienische Badmintonmeisterschaft 2023 fand vom 24. bis zum 26. November 2023 in Mailand statt.

## Medaillengewinner
| Disziplin    | Gold                          | Silber                       | Bronze                               |
| ------------ | ----------------------------- | ---------------------------- | ------------------------------------ |
| Herreneinzel | Christopher Faurum Vittoriani | Enrico Baroni                | Lukas Osele                          |
| Herreneinzel | Christopher Faurum Vittoriani | Enrico Baroni                | Luca Zhou                            |
| Dameneinzel  | Judith Mair                   | Emma Piccinin                | Anna Sofie De March                  |
| Dameneinzel  | Judith Mair                   | Emma Piccinin                | Chiara Passeri                       |
| Herrendoppel | Giovanni Greco David Salutt   | Marco Danti Ruben Fellin     | Gianmarco Bailetti Kevin Strobl      |
| Herrendoppel | Giovanni Greco David Salutt   | Marco Danti Ruben Fellin     | Luca Tobias Bellazzi Thomas Bianchi  |
| Damendoppel  | Martina Corsini Judith Mair   | Hanna Innerhofer Hannah Mair | Linda Bernasconi Anna Sofie De March |
| Damendoppel  | Martina Corsini Judith Mair   | Hanna Innerhofer Hannah Mair | Martina Moretti Chiara Passeri       |
| Mixed        | David Salutt Chiara Passeri   | Enrico Baroni Emma Piccinin  | Kevin Strobl Judith Mair             |
| Mixed        | David Salutt Chiara Passeri   | Enrico Baroni Emma Piccinin  | Simone Piccinin Rebecca Tognetti     |